# 227 до н. е.

## Події

### Римська республіка
- Консулами були обрані Публій Валерій Флакк та Марк Атілій Регул.

### Давньогрецькі держави
- Клеомен III скасував владу ефорів у Спарті